# Merelina hewa
Merelina hewa är en snäckart. Merelina hewa ingår i släktet Merelina och familjen Rissoidae. Inga underarter finns listade i Catalogue of Life.